# 愛知郡広域行政組合
愛知郡広域行政組合（えちぐんこういきぎょうせいくみあい）は、滋賀県東近江市と愛知郡愛荘町の1市1町が設立している一部事務組合。

## 主な事務内容
- 水道に関する事務
- ごみ処理施設（清掃工場）の設置及び管理運営（愛荘町内のみ）

### 過去の事務
- 消防に関する事務
- ごみ処理施設（最終処分場）の設置及び管理運営
- 火葬場の設置及び管理運営
- 休日急病診療に関する事務

## 消防本部

### 概要
- 消防本部：滋賀県東近江市小八木町16
- 管内面積：105.40km2
- 職員定数：61人
- 消防署1カ所
- 主力機械（2007年4月1日現在）
  - 普通消防ポンプ自動車：3
  - 水槽付消防ポンプ自動車：1
  - はしご付消防自動車：1
  - 救急自動車：3
  - 指揮車：1
  - 救助工作車：1
  - 小型動力ポンプ：1
  - 広報車：2
  - その他車両：1

### 消防署
| 消防署                     | 住所               | 出張所                                              |
| -------------------------- | ------------------ | --------------------------------------------------- |
| 愛知郡広域行政組合消防本部 | 東近江市小八木町16 | 愛東：東近江市妹町29 愛知川：愛知郡愛荘町愛知川36-1 |

### 沿革
- 1970年4月 – 愛知郡4町（愛東町、湖東町、秦荘町、愛知川町）で構成する愛知郡消防組合が発足。
- 1975年4月 – 愛知郡広域行政組合発足により、愛知郡広域行政組合消防本部に名称変更。
- 2005年1月 – 愛知郡広域行政組合消防庁舎が竣工。
- 2012年10月 - 消防広域化により東近江行政組合消防本部に管内の消防業務を移管し、消防本部を廃止。